# 鳥山啓
鳥山 啓（とりやま ひらく、天保8年3月25日（1837年4月29日） - 大正3年（1914年）2月28日）は、紀伊田辺藩（現和歌山県田辺市）出身の博物学者、教育者、作詞家。南方熊楠の恩師であり、「軍艦（軍艦行進曲）」の作詞者としても知られる。

## 生涯
天保8年3月25日（1837年4月29日）、田辺の大庄屋田所佐平の次男として生まれる。幼名は象次郎。名を為助、字を明郷とした。田辺藩士鳥山純昭の養子となり、藩主安藤直裕の近従として召し出される。8歳の頃から真砂丈平から漢学を、医師石田三郎から本草学を学び、15歳からは和歌山に出て本居内遠と熊代瑞穂に就き国学を修め、その傍らで天文学や科学、地理学、英学なども幅広く学んだ。これらの勉学の甲斐あってか博識の覚えめでたく、直裕より「啓」の名前を賜った。慶応2年（1866年）からの第2次長州征伐には砲兵隊の一員として参加する傍ら、斥候の任務にも就いた。部隊は石州口で毛利元純、大村益次郎が率いる長州軍と戦ったものの、弾薬を使い果たして退却し、直裕は総督の任を解かれる事態となった。廃藩置県直前には、同志とともに藩政改革を主張して直裕に直訴したこともあった。
明治維新後は神戸のイギリス領事館で勤務したこともあったが、脚気を患い田辺に戻った。その後は田辺藩校で英語を教えたのを振り出しに教育者として活躍。和歌山中学校時代には理科や国学なども教えるようになった。この頃、南方熊楠に博物学を教え、熊楠はこの事を後々まで感謝していた。明治19年（1886年）、上京して華族女学校教授に就任。和歌山時代と同様に理科や国学を教えた。明治39年（1906年）に華族女学校と学習院が合併して学習院女学部になったのを契機として職を辞し、番町の自宅で余生を過ごした。
大正2年（1913年）末に脳溢血で倒れ、以降は寝たきりとなった。翌大正3年（1914年）1月、海軍省教育局は軍歌集『海軍軍歌』を発布。『海軍軍歌』の編纂にあたった海軍軍楽師瀬戸口藤吉は、「軍艦」を『海軍軍歌』に収録する許可を得るため、『海軍軍歌』発布後に鳥山家を訪問。しかし、重態のため代わりに三男の鳥山嶺男が応対して収録の許可を出した。2月28日、自宅で以下の辞世を認めた後没した。
草に木に 虫に鳥にも なりぬべし 十まり四つの 元にかへらば
「十まり四つの元」というのは元素を指し、「自分が死んだら元素に分解され、それらがやがて草や木、虫、鳥となるだろう」というのが谷村政次郎の解釈である。

## 人物
博物学者としての系統は小野蘭山直系とも、蘭山の孫弟子である源伴存（畔田翠山）系ともされる。
自作の測量器具で測量を行い、たまたま測量のため田辺湾に来航したイギリス軍艦の乗組員に測量器具を見せて驚かせた事があった。絵画や歌も巧みで、絵画は授業の際には両手を使って描いた事があり、歌もあらゆる機会をとらえるたびに吟じていた。手がけた歌のジャンルも幅広く、和歌や長歌、琵琶歌、軍歌などに及んだ。軍歌のジャンルでは、「軍艦」の他には日清戦争の頃に作った「黄海の戦」（山田源一郎作曲）がある。

## その他
瀬戸口と応対した三男の鳥山嶺男は北海道帝国大学で教鞭を執った事があり、その妻である美々代は、第46代内閣総理大臣片山哲の4つ上の姉である。片山家は明治23年（1890年）に一家で上京した際、番町の鳥山家に世話になった。

## 略歴
- 天保8年（1837年）3月25日：大庄屋田所佐平の次男として誕生
- 慶応2年（1866年）：第2次長州征伐に参加
- 明治2年（1869年）：田辺藩校で英語を教える
- 明治9年（1876年）：和歌山師範学校教師
- 明治12年（1879年）：和歌山中等学校教師。和歌山県勧業御用係
- 明治19年（1886年）：華族女学校教授に就任
- 明治39年（1906年）：華族女学校教授を辞職
- 大正2年（1913年）末：脳溢血で倒れる
- 大正3年（1914年）2月28日：死去。78歳没